# Dupon (Kentaur)

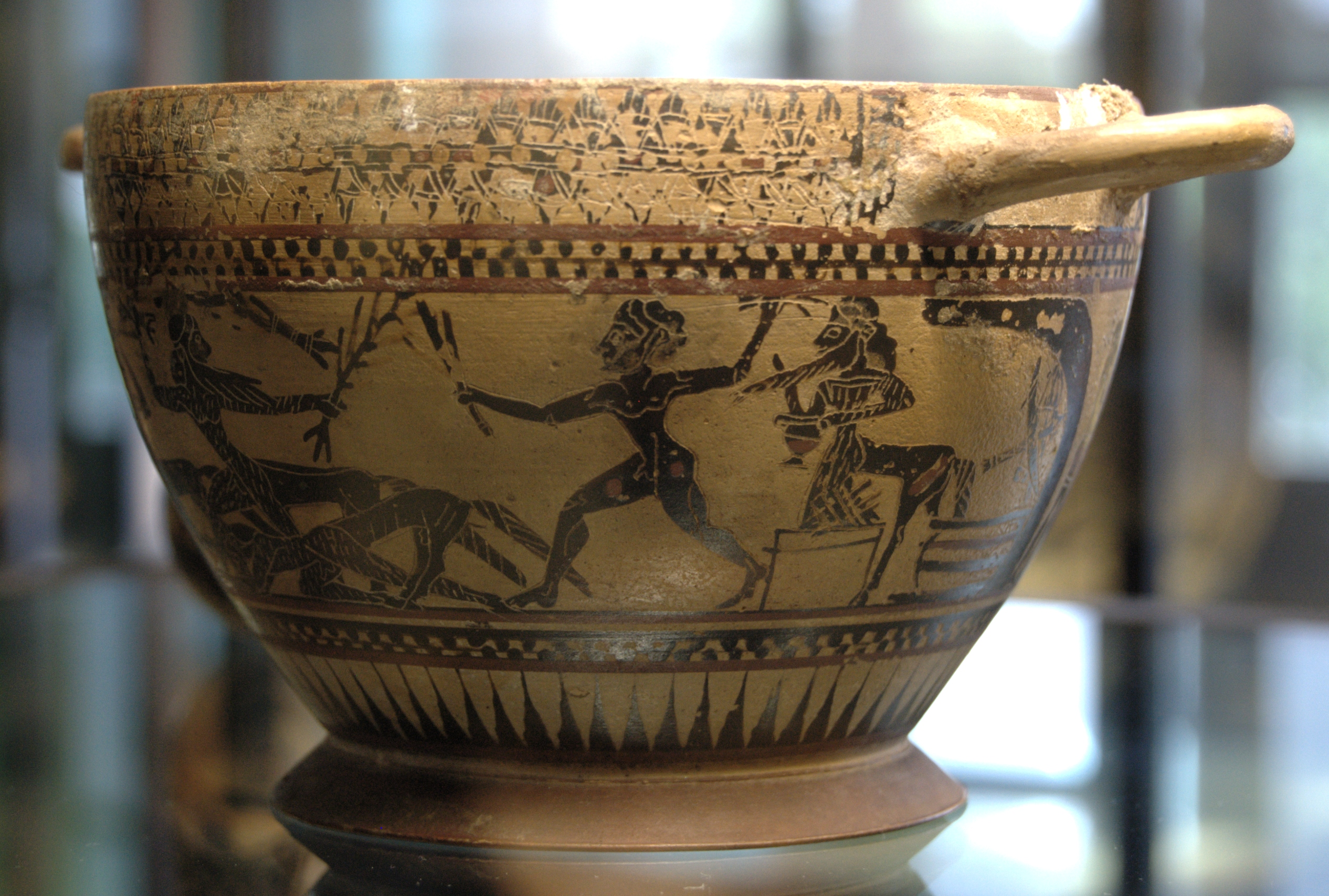
Skyphos um 580 v. Chr.: Der Angriff der Kentauren (links) bricht an Herakles (Mitte) zusammen, Pholos (rechts) mit dem Wein

Dupon ist in der griechischen Mythologie ein Kentaur, der in einer Nebenhandlung von Herakles auf seiner Jagd nach dem Erymanthischen Eber, eine seiner Hauptaufgaben, getötet wird. Einzige Quelle ist Diodor, Bibliothek, Buch 4, Kapitel 12.

## Name
Der Name kommt vom griechischen Δούπων, Dúpōn. Die Bedeutung leitet sich ab von δοῦπος, dúpos, Getöse, Schall, Brausen. Pape nennt ihn treffend den „Schaller“, und so gehört er zu den typischen Kentaurennamen, die sich aus ihrem Naturbezug herleiten lassen: „Einige Namen sollen offenbar das lärmende und geräuschvolle Treiben der Kentauren ausdrücken, welche Vorstellung sich ... leicht aus der ursprünglichen Anschauung tosender, brausender Bergströme erklärt. Hierher gehört Erígdupos ... Dupon.“ Für Roscher ist er „wohl gleichbedeutend mit dem Kentauren Erigdupus.“

## Mythos
Er gehört zum elisch-arkadischen Sagenkreis der herakleischen Kentaurenkämpfe. Die Kentauromachie verzichtet auf seine Teilnahme.
Herakles wird während seines Besuchs beim „guten“ und gastfreundlichen Kentauren Pholos, der ihm Wein kredenzt, von den umwohnenden Kentauren angegriffen (siehe Bild). „Herakles aber hielt wunderbarerweise den Angriff aus.“ Der Schaller Dupon wird von Diodor in einer langen Reihe der getöteten Kentauren mit aufgezählt. Es gibt von ihm kein Profil, keinen Todeskampf, er bleibt ein Dutzendkentaur, der nur durch den Namen aus der Masse heraussticht, um die Heldentaten des Herakles noch weiter zu steigern.
Vorausgesetzt, er ist identisch mit dem Erigdupus, ergäbe sich ein anderes Bild, siehe dort.
Zum mythologischen Zusammenhang und Hintergrund siehe die Artikel Amphion, Argeios und Pholos.